# 4 × 400 meter stafett för damer i friidrott vid olympiska sommarspelen 2024

Officiell video på loppet.

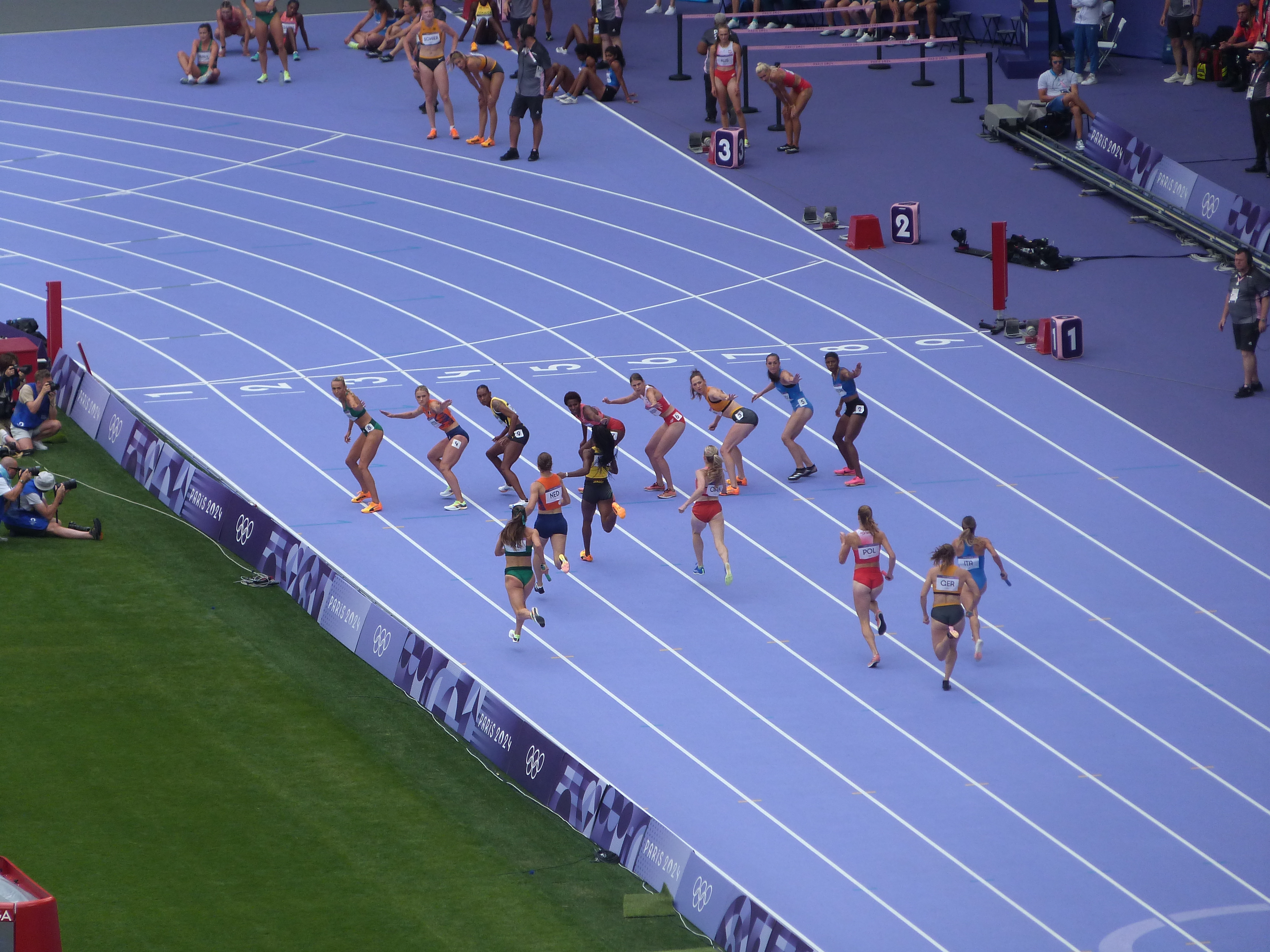
Damernas 4 x 400 meter stafett vid OS 2024, kvalheat 2.

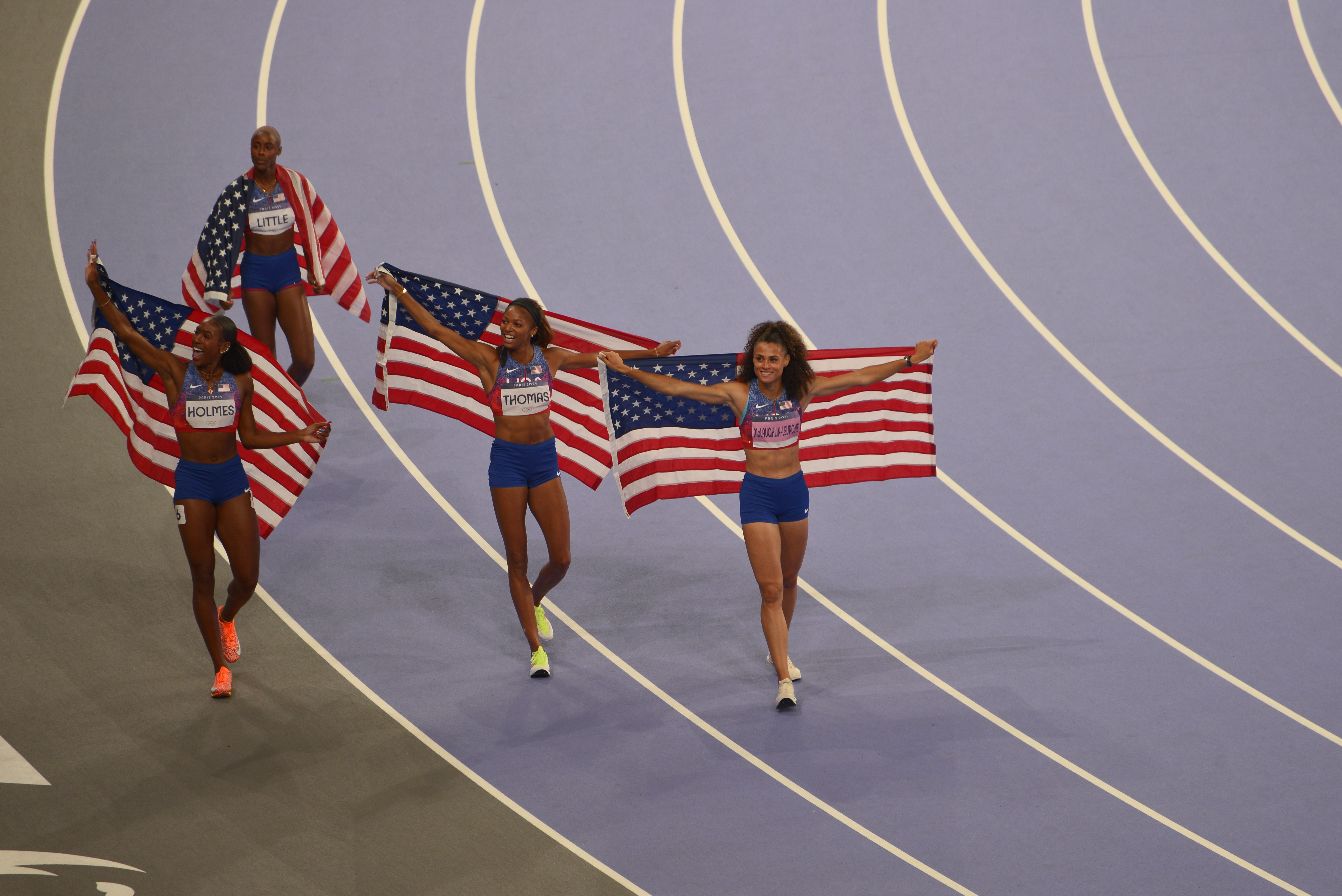
Det amerikanska laget på ärevarv efter sitt guld.

Damernas 4 x 400 meter stafett vid olympiska sommarspelen 2024 avgjordes den 9 och 10 augusti 2024 på Stade de France i Paris, Frankrike. 16 nationer deltog i tävlingen. Det var 23:e gången grenen fanns med i ett OS och den har funnits med i varje OS sedan 1932.
USA var storfavorit i damernas 4 x 400 meter stafett. Landet hade vunnit guld eller silver i den grenen i alla OS sedan 1932 då den började stå på programmet, förutom de bojkottade olympiska spelen 1980. Vid de sju senaste olympiska spelen hade de tagit guld. USA ställde upp med sitt B-lag i kvalheatet men gjorde ändå den bästa tiden, 3 sekunder före det näst bästa laget. Alla andra lag som kvalificerade sig till finalen var jämna, utspridda över lite mer än en sekund.
Till finalen toppade USA sitt lag och bytte ut tre av lagmedlemmarna med mästaren i 400 meter häck och världsrekordhållaren Sydney McLaughlin-Levrone, mästaren i 200 meter Gabrielle Thomas och finalisten i 400 meter Alexis Holmes. Efter starten var det Jamaicas Stacey-Ann Williams som tog en tidig ledning och kom in på upploppet med en ledning på 5 meter men hon saktade ner på sina sista 100 meter. USA:s Shamier Little och Nederländernas Lieke Klaver sprang med ett mer kontrollerat tempo och gick om henne före växlingen. I klar ledning lämnade Little över till McLaughlin-Levrone som stack iväg som om hon menade allvar och snart hade hon ett försprång på 15 meter. De andra lagen fick slåss om andra platsen.
Efter USA hade Jamaicas Andrenette Knight ett litet försprång på Nederländernas Cathelijn Peeters och Irlands stjärna Rhasidat Adeleke. Adeleke sprang bra och gick om Peeters innan slutet av raksträckan, sedan i svängen när hon var på väg att passera Knight råkade Knight slå sin högra hand där hon hade stafettpinnen i henne och tappade pinnen. Knight slutade att springa och Jamaica var ute. I slutet av sträckan lämnade McLaughlin-Levrone över till Thomas med nästan 30 meter på Adeleke på andra plats, som i sin tur hade 5 meter till en tät grupp bestående av Nederländerna, Storbritannien, Kanada, Belgien och Frankrike. McLaughlin-Levrones 47,71 sekunder på stafettsträckan var den fjärde snabbaste stafettiden i historien.
McLaughlin-Levrone växlade över till Thomas som inte släppte på gasen och utökade den amerikanska ledningen ännu mer. Storbritanniens Nicole Yeargin gick om Irlands Phil Healy och hade andra platsen inför den sista överlämningen. Efter den sista växlingen var det enda amerikanen Holmes behövde göra att inte falla ner och USA skulle vinna guldet. Hon fortsatte att pressa på för att behålla varje centimeter av den enorma ledningen. Bakom USA var jakten på silvret och bronset desto mer spännande. På den sista sträckan hade Storbritannien Amber Anning, Irland Sharlene Mawdsley och Nederländerna Femke Bol. Alla tre duktiga sprintrar med anmärkningsvärda prestationer. Holmes pressade hela vägen in i mål och USA vann imponerande med 3:15,27, bara 0,1 sekund från det sovjetiska världs- och OS-rekordet från 1988. Efter den sista växlingen tog Mawdsley ledningen för Irland igen men på upploppet lyckades Anning att återta ledningen. Tätt bakom de två var Bol. Hon hade krafter kvar och kunde passera först Mawdsley och sedan Anning och ta silvret för Nederländerna. Mawdsley försökte följa efter Bol förbi Anning, men kom inte fram i tid. Storbritannien tog bronset.
| Spel                           | Guld                                                                           | Silver                                                                     | Brons                                                                          |
| Damernas 4 x 400 meter stafett | USA Shamier Little, Sydney McLaughlin-Levrone, Gabrielle Thomas, Alexis Holmes | Nederländerna Lieke Klaver, Cathelijn Peeters, Lisanne de Witte, Femke Bol | Storbritannien Victoria Ohuruogu, Laviai Nielsen, Nicole Yeargin, Amber Anning |

## Kvalificering till OS-grenen
Sexton lag kunde kvalificera sig till damernas 4 x 400 meter stafett vid olympiska spelen 2024. Kvalificeringsperioden pågick mellan den 1 juli 2023 och den 30 juni 2024. 30 nationer kvalificerade sig först till damernas 4 x 400 meter stafett i tävlingen World Athletics Relays 2024 som hölls i Nassau, Bahamas den 4 och 5 maj 2024 och fungerade som kval för stafettgrenarna vid OS 2024. Genom tävlingen kvalificerade sig fjorton lag till grenen i Paris. Ytterligare två platser gick till nationer med högst världsrankning som inte redan var kvalificerade.
| Kvalificering via           | Antal | Nationer |
| --------------------------- | ----- | --- |
| World Athletics Relays 2024 | 14    | Belgien Frankrike Indien Irland Italien Jamaica Kanada Nederländerna Norge Polen Spanien Schweiz Storbritannien USA |
| Världsrankning              | 2     | Kuba Tyskland |
| Totalt                      | 16    | |

## Schema
Alla tider är CET.
| Datum           | Tid   | Omgång |
| --------------- | ----- | ------ |
| 9 augusti 2024  | 10:40 | Kval   |
| 10 augusti 2024 | 21:22 | Final  |

## Rekord
Innan tävlingens start fanns följande rekord:
| Rekord           | Nation                                                                          | Tid (s) | Plats           | Datum          |
| ---------------- | ------------------------------------------------------------------------------- | ------- | --------------- | -------------- |
| Världsrekord     | Sovjetunionen Tatyana Ledovskaya, Olga Nazarova, Mariya Pinigina, Olha Bryzhina | 3:15,17 | Seoul, Sydkorea | 1 oktober 1988 |
| Olympiskt rekord | Sovjetunionen Tatyana Ledovskaya, Olga Nazarova, Mariya Pinigina, Olga Bryzgina | 3:15,17 | Seoul, Sydkorea | 1 oktober 1988 |
| Säsongsbästa     | Italien Ilaria Elvira Accame, Giancarla Trevisan, Anna Polinari, Alice Mangione | 3:23,40 | Rom, Italien    | 12 juni 2024   |

| Område                                   | Tid (s)      | Idrottare                                                                       | Nation     |
| ---------------------------------------- | ------------ | ------------------------------------------------------------------------------- | ---------- |
| Afrika                                   | 3:21,04      | Olabisi Afolabi, Fatima Yusuf, Charity Opara, Falilat Ogunkoya-Osheku           | Nigeria    |
| Asien                                    | 3:24,28      | An Xiaohong, Bai Xiaoyun, Cao Chunying, Ma Yuqin                                | Kina       |
| Europa                                   | 3:15,17 0VR0 | Tatyana Ledovskaya, Olga Nazarova, Mariya Pinigina, Olha Bryz                   | Sovjet     |
| Nordamerika, Centralamerika och Karibien | 3:13,51      | Denean Howard-Hill, Diane DIxon, Valerie Brisco-Hooks, Florence Griffith Joyner | USA        |
| Oceanien                                 | 3:23,81      | Nova Peris-Kneebone, Tamsyn Manou, Melinda Gainsford-Taylor, Cathy Freeman      | Australien |
| Sydamerika                               | 3:23,81      | Geisa Coutinho, Barbara de Oliveira, Joelma Sousa, Jailma de Lima               | Brasilien  |

## Resultat
Noteringarnas förklaring finns längst ner.

### Kval
Första omgången bestod av två kvalheat. De tre första teamen i varje heat 0Q0 plus två team på tid 0q0 gick vidare till final.

#### Kval 1
| Placering | Bana | Nation         | Tävlande                                                                  | Tid     | Noteringar |
| --------- | ---- | -------------- | ------------------------------------------------------------------------- | ------- | ---------- |
| 1         | 6    | USA            | Quanera Hayes, Shamier Little, Aaliyah Butler, Kaylyn Brown               | 3:21,44 | 0Q0        |
| 2         | 7    | Storbritannien | Yemi Mary John, Hannah Kelly, Jodie Williams, Lina Nielsen                | 3:24,72 | 0Q0        |
| 3         | 8    | Frankrike      | Sounkamba Sylla, Shana Grebo, Alexe Déau, Amandine Brossier               | 3:24,73 | 0Q0        |
| 4         | 4    | Belgien        | Hanne Claes, Imke Vervaet, Camille Laus, Helena Ponette                   | 3:24,92 | 0q0        |
| 5         | 9    | Spanien        | Blanca Hervás, Berta Segura, Eva Santidrián, Carmen Avilés                | 3:28,29 |            |
| 6         | 5    | Norge          | Josefine Tomine Eriksen, Lakeri Ertzgaard, Elisabeth Slettum, Amalie Iuel | 3:28,61 |            |
| 7         | 2    | Schweiz        | Giulia Senn, Julia Niederberger, Annina Fahr, Yasmin Giger                | 3:29,75 |            |
| 8         | 3    | Kuba           | Melissa Padrón, Daily Cooper Gaspar, Sahily Diago, Roxana Gómez           | 3:33,99 |            |

#### Kval 2
| Placering | Bana | Nation        | Tävlande                                                                          | Tid     | Noteringar |
| --------- | ---- | ------------- | --------------------------------------------------------------------------------- | ------- | ---------- |
| 1         | 9    | Jamaica       | Andrenette Knight, Ashley Williams, Charokee Young, Stephenie Ann McPherson       | 3:24,92 | 0Q0        |
| 2         | 4    | Nederländerna | Eveline Saalberg, Lieke Klaver, Myrte van der Schoot, Lisanne de Witte            | 3:25,03 | 0Q0        |
| 3         | 8    | Irland        | Sophie Becker, Phil Healy, Kelly McGrory, Sharlene Mawdsley                       | 3:25,05 | 0Q0        |
| 4         | 7    | Kanada        | Zoe Sherar, Aiyanna Stiverne, Lauren Gale, Kyra Constantine                       | 3:25,77 | 0q0        |
| 5         | 5    | Italien       | Ilaria Accame, Anna Polinari, Giancarla Trevisan, Alice Mangione                  | 3:26,50 |            |
| 6         | 6    | Polen         | Anastazja Kuś, Justyna Święty-Ersetic, Aleksandra Formella, Alicja Wrona-Kutrzepa | 3:26,69 |            |
| 7         | 3    | Tyskland      | Skadi Schier, Alica Schmidt, Mona Mayer, Eileen Demes                             | 3:26,95 |            |
| 8         | 2    | Indien        | Vithya Ramraj, Jyothika Sri Dandi, M. R. Poovamma, Subha Venkatesan               | 3:32,51 |            |

### Final
| Placering | Bana   | Nation         | Tävlande                                                                       | Tid     | Notering     |
| --------- | ------ | -------------- | ------------------------------------------------------------------------------ | ------- | ------------ |
| 1         | 6      | USA            | Shamier Little, Sydney McLaughlin-Levrone, Gabrielle Thomas, Alexis Holmes     | 3:15,27 | 0AR0 NR0 SB0 |
| 2         | 5      | Nederländerna  | Lieke Klaver, Cathelijn Peeters, Lisanne de Witte, Femke Bol                   | 3:19,50 | 0NR0         |
| 3         | 7      | Storbritannien | Victoria Ohuruogu, Laviai Nielsen, Nicole Yeargin, Amber Anning                | 3:19,72 | 0NR0         |
| 4         | 4      | Irland         | Sophie Becker, Rhasidat Adeleke, Phil Healy, Sharlene Mawdsley                 | 3:19,90 | 0NR0         |
| 5         | 9      | Frankrike      | Sounkamba Sylla, Shana Grebo, Amandine Brossier, Louise Maraval                | 3:21,41 | 0NR0         |
| 6         | 2      | Kanada         | Zoe Sherar, Savannah Sutherland, Kyra Constantine, Lauren Gale                 | 3:22,01 |              |
| 7         | 3      | Belgien        | Naomi Van den Broeck, Imke Vervaet, Hanne Claes, Helena Ponette                | 3:22,40 |              |
| –         | 8      | Jamaica        | Stacey Ann Williams, Andrenette Knight, Shiann Salmon, Stephenie Ann McPherson |         | 0DNF0        |
| Källa:    | Källa: | Källa:         | Källa:                                                                         | Vind:   | Vind:        |